# Connellia quelchii
Connellia quelchii là một loài thực vật có hoa trong họ Bromeliaceae. Loài này được N.E.Br. mô tả khoa học đầu tiên năm 1901.